# Anita Gustafson
Anita Olson Gustafson (nacida el 3 de marzo de 1961) es una historiadora y administradora académica estadounidense que es la vigésima y actual presidenta del Presbyterian College en Clinton, Carolina del Sur. Asumió el cargo el 1 de agosto de 2023 y recientemente fue decana de la Escuela de Artes y Ciencias Liberales de la Universidad Mercer en Macon, Georgia.

## Primeros años y educación
Gustafson nació Anita Ruth Olson el 3 de marzo de 1961; ella es nativa de Fort Lauderdale, Florida. Asistió a la Universidad de North Park en Chicago, donde recibió una licenciatura en economía y sueco, antes de obtener una maestría y un doctorado. de la Universidad del Noroeste en Evanston, Illinois. Fue nombrada becaria de disertación de la Universidad Northwestern en 1988.

## Carrera
Gustafson comenzó a enseñar historia en Presbyterian College en Clinton, Carolina del Sur, en 1997. Fue presidenta del departamento de historia de 2000 a 2004, y fue profesora del año en 2007, el mismo año en que recibió el Premio a la Excelencia en la Enseñanza de Colegios y Universidades Independientes de Carolina del Sur. Fue decana interina de programas académicos en Presbyterian de 2005 a 2007 y rectora interina durante un período de dos años de 2010 a 2012.
El 25 de marzo de 2016, Gustafson fue nombrado decano de la Facultad de Artes Liberales y Ciencias de la Universidad Mercer, a partir del 1 de agosto de ese año. Ella reemplazó a Lake Lambert, quien dejó el trabajo para asumir la presidencia de la Universidad de Hannover. Además de dirigir la universidad, enseñó en el departamento de historia.
Después de que el presidente de Presbyterian College, Matthew vandenBerg, anunciara su intención de dimitir, la escuela inició una búsqueda nacional que concluyó el 27 de junio de 2023, con el anuncio de que Gustafson sería la vigésima presidente de la escuela, a partir del 1 de agosto de 2023. Ella será la primera mujer presidente en la historia de la universidad.

### Trabajo e investigación
El trabajo de Gustafson se centra principalmente en la historia de la inmigración sueca, particularmente en los Estados Unidos, y las comunidades sueco-estadounidenses en los Estados Unidos. Su manuscrito, Swedish Chicago: The Shaping of an Immigrant Community, 1880–1920, fue publicado por Northern Illinois University Press el 14 de diciembre de 2018.

## Vida personal
Gustafson y su esposo, Charles, tienen un hijo.